# Ludgerskerke
Ludgerskerke of Sanct Ludgeri wordt genoemd als een van de verdronken Dollarddorpen.
De naam komt niet voor in middeleeuwse bronnen. Op de grotendeels gefingeerde Dollardkaart uit 1574 komt het dorp voor in de omgeving van de Punt van Reide.Mogelijk is er sprake van verwarring met het dorp Holtgaste, waarvan de kerk aan Liudger was gewijd. Op een kerspellijst van 1475 komt dit laatste dorp zonder de te betalen kerkelijke afdracht, wat erop kan wijzen dat het gebied zwaar te lijden had onder de overstromingen van Eems en Dollard. Een andere mogelijk is dat het gaat om de kerk van Westeel, die omstreeks 1375 in de Leybocht is verdronken. Volgens overleveringen was deze kerk gewijd aan de heilige Ludger.